# 페르난두 추이
페르난두 추이(포르투갈어: Fernando Chui, 포르투갈어: Fernando Chui Sai-on 페르난두 슈이 사이옹[*], 1957년 1월 13일 ~ ) 또는 추이스안(중국어: 崔世安, 병음: Cuī Shì'ān)은 마카오의 제2대 행정장관이다.
링난(嶺南) 중학교를 졸업했으며 캘리포니아 주립 대학교에서 도시위생 행정학 학사, 오클라호마 대학교 공공위생학 박사 학위를 받았다. 1992년부터 1995년까지 마카오 제5회 입법회 위원을 역임했으며 1999년 8월 마카오 특별행정구 정부 사회문화사장(社會文化司長)을 역임했다. 2004년 12월 사회문화사장(社會文化司長)에 재임명되었다. 2009년 12월 20일에 제3대 마카오 행정장관으로 취임했다.

## 역대 선거 결과
| 선거명      | 직책명            | 대수 | 정당   | 득표율 | 득표수 | 결과 | 당락 |
| ----------- | ----------------- | ---- | ------ | ------ | ------ | ---- | ---- |
| 2009년 선거 | 마카오의 행정장관 | 2대  | 무소속 | 95.27% | 282표  | 1위  |      |
| 2014년 선거 | 마카오의 행정장관 | 2대  | 무소속 | 95.96% | 380표  | 1위  |      |

| 전임 이드문드 호 | 제2대 마카오의 행정장관 2009년 12월 20일 ~ 2019년 12월 20일 | 후임 호얏셍 |